# São Marcos (Rio Grande do Sul)
São Marcos is een gemeente in de Braziliaanse deelstaat Rio Grande do Sul. De gemeente telt 20.537 inwoners (schatting 2009).

## Aangrenzende gemeenten
De gemeente grenst aan Antônio Prado, Campestre da Serra, Caxias do Sul en Flores da Cunha.